# Donaukurier
Le Donaukurier  est un journal quotidien allemand local publié à Ingolstadt.

## Histoire
Le journal reçoit l'approbation de l'attaché de presse américain David Davidson et est publié pour la première fois en tant que journal agréé le 11 décembre 1945. Le titulaire de la licence est initialement Joseph Lackas, le frère de l'éditeur Matthias Lackas. Selon l'autorité militaire américaine, Lackas est considéré comme proche de la CSU, mais sans en être membre. Comme presque tous les journaux bavarois sous licence, le Donaukurier ne paraît initialement qu'un jour ouvrable sur deux et a en 1948 un tirage de 66 700 exemplaires.
Avec la fin de l'obligation de licence en 1949, Wilhelm Reissmüller (gendre de l'ancien directeur de la publication de Donaubote Ludwig Liebl) devient coéditeur, en 1951 éditeur unique du Donaukurier ; à partir de là, la partie nationale du Donaukurier est la même que l’Aichacher Zeitung. Après sa mort en 1993, la veuve Elin Reissmüller reprend la direction éditoriale. De 2004 jusqu'à sa mort en 2009, elle la partage avec son petit-fils Georg Schäff, qui est seul rédacteur jusqu'au 31 décembre 2016.
Le Donaukurier s'inspire de la tradition du journal catholique-conservateur Ingolstädter Zeitung, fondé en 1872 et racheté par les Donaubote en 1935, et a aujourd'hui une orientation bourgeoise et libérale. Il proteste en novembre 2007 avec une première page noircie contre les restrictions aux droits fondamentaux et à la liberté de la presse. L'affaire de la surveillance mondiale et de l'espionnage est publiée le 29 juin 2013, une lettre ouverte aux membres du Bundestag et du Landtag, combinée à un appel au respect du droit à la vie privée et à la protection des données.
Le Donaukurier est racheté le 1er janvier 2017 par la Passauer Neue Presse.

## Diffusion
Le Donaukurier paraît dans sept éditions avec différentes sections locales :
| Bezeichnung der Lokalausgabe | Verbreitungsgebiet |
| ---------------------------- | --- |
| Aichacher Zeitung            | nord-est de l'arrondissement d'Aichach-Friedberg, Aichach                                                                    |
| Eichstätter Kurier           | nord-ouest de l'arrondissement d'Eichstätt, Eichstätt                                                                        |
| Donaukurier Ausgabe A        | Ingolstadt, banlieue d'Ingolstadt, Vohburg, Neuburg an der Donau                                                             |
| Donaukurier Ausgabe B        | nord-est de l'arrondissement d'Eichstätt, Beilngries, Riedenburg                                                             |
| Hilpoltsteiner Kurier        | sud de l'arrondissement de Roth, Hilpoltstein, Greding                                                                       |
| Pfaffenhofener Kurier        | centre de l'arrondissement de Pfaffenhofen an der Ilm, Pfaffenhofen, sud-ouest de l'arrondissement de Neuburg-Schrobenhausen |
| Schrobenhausener Zeitung     | Schrobenhausen, Hallertau, aussi arrondissement de Neuburg-Schrobenhausen                                                    |